# Кшакі (Підкарпатське воєводство)
Кшакі (пол. Krzaki) — село в Польщі, у гміні Пишниця Стальововольського повіту Підкарпатського воєводства.
У 1975-1998 роках село належало до Тарнобжезького воєводства.
У 1977-1981 рр. в ході кампанії ліквідації українських назв присілок Мордовня називався Спокойна (пол. Spokojna).